# Anolis yoroensis
Espèce
Synonymes
- Norops yoroensis McCranie, Nicholson & Köhler, 2001

Anolis  est une espèce de sauriens de la famille des Dactyloidae. 

## Répartition
Cette espèce est endémique du département de Yoro au Honduras.

## Étymologie
Son nom d'espèce, composé de yoro et du suffixe latin -ensis, « qui vit dans, qui habite », lui a été donné en référence au lieu de sa découverte, le département de Yoro.

## Publication originale
- McCranie, Nicholson & Köhler, 2001 : A new species of Norops (Squamata: Polychrotidae) from northwestern Honduras. Amphibia-Reptilia, vol. 22, no 4, p. 465-473.